# Vị thế của Jerusalem
Tình trạng pháp lý và ngoại giao quốc tế của Jerusalem chưa được giải quyết. Các học giả pháp lý không đồng ý về cách giải quyết tranh chấp theo luật pháp quốc tế. Nhiều quốc gia thành viên Liên Hợp Quốc (LHQ) chính thức tuân thủ đề nghị của Liên Hợp Quốc rằng Jerusalem nên có một vị thế quốc tế.
Tranh chấp chính về địa vị pháp lý của Đông Jerusalem, trong khi có sự đồng ý rộng rãi hơn về sự hiện diện của Israel trong tương lai ở Tây Jerusalem. De jure, đa số các quốc gia thành viên của LHQ và hầu hết các tổ chức quốc tế không công nhận quyền sở hữu của Israel đối với Đông Jerusalem, xảy ra sau Chiến tranh Sáu Ngày 1967, cũng như lời công bố năm 1980 của Jerusalem, tuyên bố rằng "hoàn toàn và đoàn kết" Jerusalem là thủ đô của Israel. Do đó, các đại sứ quán nước ngoài thường có trụ sở tại Tel Aviv và các vùng phụ cận.
Jerusalem là một trong những vấn đề then chốt trong tiến trình hòa bình Israel-Palestine. Cả Israel và Palestine đều muốn nó là thủ đô của họ.
Liên minh châu Âu đã tuyên bố rằng địa vị của Jerusalem có tính cách phân chia hệ thống corpus separatum. Tổng thống Mỹ Donald Trump công nhận Jerusalem là thủ đô của Israel vào ngày 6 tháng 12 năm 2017.

## Bối cảnh

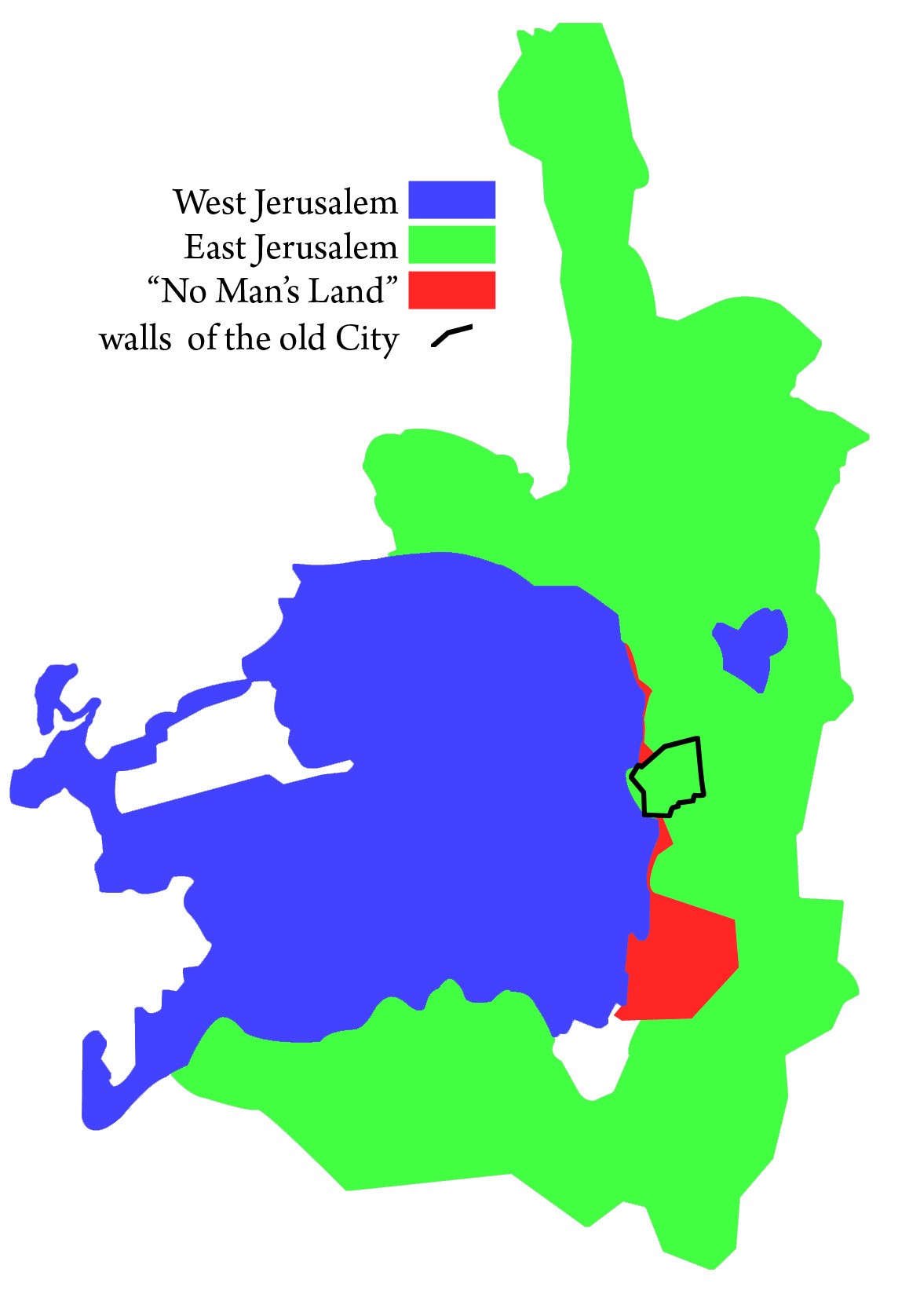
Khu vực đô thị Jerusalem

Từ năm 1517 cho đến Thế chiến I, Jerusalem là một phần của Đế chế Ottoman. Từ những năm 1860, người Do Thái đã thành lập nhóm tôn giáo lớn nhất trong thành phố và từ khoảng năm 1887, người Do Thái đã chiếm đa số. Vào thế kỷ XIX, các cường quốc châu Âu đã tranh giành ảnh hưởng trong thành phố, thường là trên cơ sở mở rộng sự bảo vệ đối với các nhà thờ Cơ Đốc và các thánh địa. Một số nước này cũng thành lập các Lãnh sự quán tại Jerusalem. Năm 1917 và sau chiến tranh thế giới thứ nhất, Anh Quốc đã kiểm soát được Jerusalem; từ năm 1923 như là một phần của Lãnh thổ Ủy trị Palestine. Các cường quốc chủ quyền chính đã nhận ra những lợi ích tinh thần và tôn giáo duy nhất ở Jerusalem trong số ba tôn giáo monotheistic vĩ đại trên thế giới như là "một niềm tin thiêng liêng của nền văn minh"  và quy định rằng các quyền và khiếu nại hiện có liên quan đến nó được bảo vệ vĩnh viễn, bảo đảm quốc tế.
Tuy nhiên, các cộng đồng Ả Rập và Do Thái ở Palestine đang trong tranh chấp trọng yếu và Anh đã tìm kiếm sự hỗ trợ của Liên Hợp Quốc trong việc giải quyết tranh chấp. Vào tháng 11 năm 1947, Đại hội đồng Liên Hợp Quốc thông qua Kế hoạch phân vùng của Palestine cho Palestine (Nghị quyết 181), trong đó kêu gọi phân chia Palestine thành các quốc gia Ả Rập và Do Thái, với Jerusalem được thành lập như là một corpus separatum, thực thể riêng biệt, có địa vị pháp lý và chính trị đặc biệt, do Liên Hợp Quốc quản lý. Các đại diện của người Do Thái đã chấp nhận kế hoạch, trong khi các đại diện của người Ả Rập Palestine và các quốc gia Ảrập đã bác bỏ nó, tuyên bố nó là bất hợp pháp.
Tháng 5 năm 1948, cộng đồng người Do Thái ở Palestine ban hành tuyên bố thành lập Nhà nước Israel. Nhà nước mới được Hoa Kỳ công nhận một cách nhanh chóng. Hoa Kỳ đã mở rộng sự công nhận chính thức sau cuộc bầu cử đầu tiên của Israel, vào ngày 31 tháng 1 năm 1949. Israel đã trở thành thành viên của Liên Hợp Quốc vào ngày 11 tháng 5 năm 1949. Các quốc gia công nhận rằng Israel đã không công nhận chủ quyền của mình đối với Jerusalem thường viện dẫn các nghị quyết của LHQ kêu gọi xây dựng một vị thế quốc tế cho thành phố.
Với tuyên bố thành lập Nhà nước Do Thái và cuộc xâm lược của các quốc gia Ả Rập xung quanh, đề xuất của LHQ cho Jerusalem chưa bao giờ được thực hiện. Các Hiệp định đình chiến năm 1949 đã để lại Jordan trong sự kiểm soát của các khu vực phía đông của thành phố, trong khi khu vực phía tây do Israel giữ. Mỗi bên công nhận việc kiểm soát trên thực tế của các khu vực riêng rẽ. Tuy nhiên, Hiệp ước đình chiến đã được coi là quốc tế vì nó không có hiệu lực pháp lý đối với việc tiếp tục có hiệu lực của các quy định của nghị quyết phân chia cho việc quốc tế hóa Jerusalem. Ngay sau khi Israel tuyên bố Jerusalem là một phần không thể tách rời của Nhà nước Israel và vốn đầu tư vĩnh cửu. Năm 1950, Jordan sáp nhập Đông Jerusalem. Mặc dù Anh Quốc và Pakistan công nhận luật cai trị của Jordania đối với Đông Jerusalem, không một quốc gia nước ngoài nào công nhận pháp luật của Jordan hoặc Israel về các khu vực tương ứng của thành phố dưới sự kiểm soát của họ.
Sau cuộc chiến tranh năm 1967, Israel tuyên bố rằng luật của Israel sẽ được áp dụng cho Đông Jerusalem và mở rộng ranh giới phía đông, tăng gấp đôi kích thước của nó. Hành động này được coi là bất hợp pháp bởi các quốc gia khác không nhận ra hành động đó. Nó đã bị lên án bởi Hội đồng Bảo an Liên Hợp Quốc và Đại hội đồng, người mô tả nó như một sự sáp nhập vi phạm các quyền của người Palestine. Năm 1980, Israel thông qua một đạo luật tuyên bố rằng "Giêrusalem, hoàn chỉnh và thống nhất, là thủ đô của Israel". Luật được tuyên bố vô hiệu bởi Hội đồng Bảo an trong Nghị quyết 478 và trong nhiều nghị quyết của Đại hội đồng Liên Hợp Quốc.